# نشيد اليابان الوطني
يعد النشيد الوطني في اليابان رمز تعبيري وطني تاريخي وحضاري، لنضال وتقاليد شعبها.

## كيمي غا يو (君が代)
| 君が代は 千代に 八千代に 細石の 巌となりて 苔の生すまで | きみがよは ちよに やちよに さざれいしの いわおとなりて こけのむすまで | كيمي غا يو وا تشي-يو ني ياتشي-يو ني سازاريه* إيشي نو أيوا أوتو ناريتيه* كوكي* نو موسو مادي* | ندعو لمجـدك أن يدوم ألف جيل، ثمانية آلاف جيل، حتى الحصى يصير صخرًا مغطىً بالنجيل. |

كلمة «كيمي» باليابانية تعني أنت\ي، إشارةً إلى امبراطور اليابان.
أما بنسبة لكلمات التي يليها "*" فاعرف أن الياء هنا تنطق مثلما تنطق في كلمة «كرتيه».